# Acide 3-aminoisobutyrique
L’acide 3-aminoisobutyrique est un acide β-aminé constituant le produit final de la dégradation de la thymine et des pyrimidines en général. Il est produit à partir de l'acide 3-uréidoisobutyrique par la bêta-uréidopropionase (EC 3.5.1.6). Chez l'humain, un déficit en cette enzyme est associé à des troubles neurologiques.

## Stéréochimie
L'acide 3-aminoisobutyrique possède un atome de carbone asymétrique. Il est donc chiral et se présente sous la forme de deux énantiomères R et S.